# Frans van Brunswijk-Wolfenbüttel
Frans van Brunswijk-Wolfenbüttel (circa 1492 - Wolfenbüttel, 25 november 1529) was van 1508 tot aan zijn dood bisschop van Minden. Hij behoorde tot het Middelste Huis Brunswijk.

## Levensloop
Frans was een zoon van hertog Hendrik I van Brunswijk-Wolfenbüttel uit diens huwelijk met Catharina van Pommeren, dochter van hertog Erik II van Pommeren.
Op zestienjarige leeftijd werd hij tot bisschop van Minden verkozen en sinds 1511 leefde hij ook in de stad. Door zijn jeugdigheid en weinig strenge zeden, die door gewelddadigheid, alcoholische excessen, spilzuchtigheid en losbandigheid werden gekenmerkt, alsook geschillen binnen het huis Brunswijk, genoot Frans weinig populariteit, die nog meer geschaad werd door de ontstane oorlogsschade in de stad, veroorzaakt door ongelukkige politieke beslissingen van hem. Zo koos hij in de Hildesheimse Stiftsoorlog partij voor de tegen de bisschop van Hildesheim strijdende adel. 
Onder Frans van Brunswijk-Wolfenbüttel bereikte de Reformatie de stad en het bisdom Minden, die door de zwakheden van de bisschop nogal gemakkelijk ingang vond. Het was evenwel pas na zijn overlijden in 1529 en de vacante bisschopsstoel die hierdoor was ontstaan dat de Reformatie zich effectief doorzette in Minden, waarbij de preken van de lutherse theoloog Nikolaus Krage van doorslaggevend belang waren.